# Трези-ди-Маю
Трези-ди-Маю (порт. Treze de Maio)  —  муниципалитет в Бразилии, входит в штат Санта-Катарина. Составная часть мезорегиона Юг штата Санта-Катарина. Находится в составе крупной городской агломерации Агломерация Тубаран. Входит в экономико-статистический  микрорегион Тубаран. Население составляет 7097 человек на 2006 год. Занимает площадь 161,081 км². Плотность населения — 44,1 чел./км².

## История
Город основан 31 декабря 1961 года.

## Статистика
- Валовой внутренний продукт на 2003 составляет 55.431.000,00 реалов (данные: Бразильский институт географии и статистики).
- Валовой внутренний продукт на душу населения на 2003 составляет 8.007,95 реалов (данные: Бразильский институт географии и статистики).
- Индекс развития человеческого потенциала на 2000 составляет 0,796 (данные: Программа развития ООН).

## География
Климат местности: субтропический.